# Maria-Elisabeth Grosse
Maria-Elisabeth Grosse (* 28. Juni 1955) ist eine deutsche Juristin und Politikerin (parteilos, ehemals FDP).

## Leben und Beruf
Nach dem Abitur studierte Grosse von 1975 bis 1979 Volkswirtschaft an der Martin-Luther-Universität Halle und von 1982 bis 1986 Rechtswissenschaft an der Humboldt-Universität zu Berlin. Im Anschluss wurde sie als Rechtsanwältin zugelassen. 1990 gründete sie die Sozietät Grosse & Grosse in Weimar, für die sie heute (2009) noch tätig ist. Ihre Tochter ist die Co-Vorsitzende des Thüringer Landesverbandes der Linken, Ulrike Grosse-Röthig.

## Politik
Grosse trat in die Freie Demokratische Partei (FDP) ein und wurde 1990 in den Thüringer Landtag gewählt, dem sie bis 1994 angehörte. Sie wechselte anschließend in die Weimarer Kommunalpolitik, wurde 2003 zur Vorsitzenden des FDP-Kreisverbandes Weimar gewählt und kandidierte 2006 für das Amt des Oberbürgermeisters. Zuvor, bei der Kommunalwahl 2004, scheiterte ihr Einzug in den Stadtrat an der Fünf-Prozent-Hürde, woraufhin sie gegen diese Klage erhob. Auf ihre Klage hin wurde am 11. April 2008 die Fünf-Prozent-Sperrklausel bei Kommunalwahlen vom Thüringer Verfassungsgerichtshof für rechtswidrig erklärt. Als Reaktion auf die Wahl Thomas Kemmerichs zum Thüringer Ministerpräsidenten trat sie am 6. Februar 2020 aus der FDP aus.